# Pipistrellus coromandra
Pipistrellus coromandra es una especie de murciélago de la familia Vespertilionidae.

## Distribución geográfica
Se encuentra en Afganistán, Pakistán, India Sri Lanka Nepal, Bangladés, Bután Birmania, Tailandia, Camboya Laos, Vietnam y China.